# زجونيكو
زجونيكو، (بالإنجليزية: Sgonico)‏، (السلوفينية: Zgonik)، هي بلدة و(بلدية) في مقاطعة ترييستي في المنطقة الإيطالية، فريولي فينيتسيا جوليا، وتقع على بعد حوالي 12 كيلومترا (7 ميل) شمال غرب ترييستي ، على الحدود مع سلوفينيا. اعتبارا من 31 ديسمبر 2004 ، كان عدد سكانها 2130 وتبلغ مساحتها 31.3 كيلومتر مربع (12.1 ميل مربع). وفقا لتعداد عام 1971 ، 81.6 ٪ من السكان من السلوفين.

## السكان
في سنة 1871 بلغ عدد السكان  نسمة، وتطور العدد ليصل في سنة 2011 لـ 2٬077 نسمة.
يظهر هذا المخطط البياني تطور النمو السكاني لـ زجونيكو